# Кьево (футбольный клуб)
«Кье́во» (итал. AC Chievo) — итальянский футбольный клуб из одноимённого района в городе Верона, в одноимённой провинции в области Венеция. «Кьево» вместе с «Вероной» делили стадион «Марк Антонио Бентегоди», вмещающий 42 160 зрителей. Был расформирован в августе 2021 года из-за проблем с финансированием. 2 сентября того же года стало известно о том, что на основе бывшего клуба была основана команда «Кьево 2021», которая начнет свои выступления с низшего регионального дивизиона.

## История

### Ранние годы
Клуб был основан в 1929 году в небольшом пригороде Вероны.
Первоначально клуб не был официально связан с итальянской федерацией футбола, и играл под названием «Ond Chievo» в нескольких любительских футбольных турнирах и товарищеских матчах. Дебют в официальной лиге состоялся 8 ноября 1931 года.
Цвета команды были синими и белыми. Команда была распущена в 1936 году из-за экономических неурядиц и вернулась к играм в 1948 году после Второй мировой войны, команда выступала в региональной лиге «Seconda Divisione» (Второй дивизион). В 1957 году команда перешла в «Carlantonio Bottagisio», где Кьево играл до 1986 года.
В 1959 году, после перестройки футбольных лиг, «Кьево» стал играть в «Seconda Categoria» (второй категории), региональной лиге, предпоследней в Итальянской футбольной пирамиде. В том же году Кьево меняет название на «Cardi Chievo» (имя нового спонсора) и выходит в «Prima Categoria» (Первую Категорию), которую покидает в 1962 году, это был первый вылет команды из какой-либо лиги.

### Успехи в 1960-е — 1980-е годы
В 1964 году Луиджи Кампаделли, бизнесмен и владелец компании Paluani, был назначен президентом клуба «Кьево». Под его руководством «Кьево» поднялся чуть ближе к вершине итальянской пирамиды и завоевал путевку в Серию D по итогам сезона 1974/75. Под именем «Paluani Chievo» команда вышла в Серию C2 в 1986 году.
После этого домашней ареной «Кьево» стал главный стадион Вероны — «Маркантонио Бентегоди».
Далее клуб выходит в Серию C1 в 1989 году. В 1990 году клуб обрёл привычное название «A.С. ChievoVerona».
В 1992 году президент Луиджи Кампаделли, который вернулся к руководству клуба за два года до того, умер от сердечного приступа, и его сын Лука Кампаделли в возрасте всего 23 лет стал новым руководителем клуба. Самый молодой из всех президентов итальянских профессиональных футбольных клубов назначил Джованни Сартори спортивным директором, а Альберто Малезани — главным тренером клуба.

### «Чудо Кьево»
В 2001 году под руководством тренера Луиджи Дельнери команда впервые в своей истории завоевала право играть в Серии А. И для специалистов и для простых болельщиков стало крайней неожиданностью то, что к середине чемпионата «Кьево» занимал первое место в турнирной таблице. Некоторые эксперты стали называть дебютанта главным претендентом на Скудетто в сезоне 2001/2002. Однако новички Серии А не смогли удержать темп, взятый на старте, и финишировали лишь на пятом месте, что, впрочем, является выдающимся результатом для дебюта в серии A. Болельщики «Вероны», исторически более успешного клуба-соседа, часто шутили, что: «Скорее ослы научатся летать, чем „Кьево“ выйдет в Серию A». После выхода «Кьево» в Серию A и последующего пятого места в дебютном сезоне прозвище «летающие ослы» прикрепилось к игрокам и болельщикам клуба.

### Крах
26 июля 2021 года команда была исключена из числа участников Серии В за непогашенные долги перед налоговыми органами Италии и переведена в любительскую Серию D, однако не успела в срок подать заявку на выступление в турнире и была расформирована 22 августа того же года.

### Возрождение
После расформирования бывший капитан команды Серджо Пеллиссье создал команду «Кьево 2021» и начал её подъём из самых низших футбольных дивизионов Италии. Однако, некоторое время спустя клуб пришлось переименовать в «Кливенсе». Это произошло из-за жалобы бывших владельцев команды, так как новый клуб не обладал правами на название AC ChievoVerona. В сезоне 2023/24 клуб уже выступал в Серии D и занял 9-е место. 10 мая 2024 года Серджо Пеллиссье и группа владельцев «Кливенсе» выкупили права на имя «Кьево» и тем самым возродили команду.

### Принципиальные соперники
- Принципиальным соперником клуба является «Эллас Верона», другой клуб из Вероны. Дерби этих клубов известно как «Веронское дерби» (derby della Scala), причём Верона стала пятым (после Рима, Милана, Турина и Генуи) городом Италии, имевшим два клуба в Серии А.
- Другим принципиальным соперником является клуб «Виченца». Их противостояние началось ещё в 1907 году с первых региональных турниров.

Друзьями считаются фанаты клуба «Монца».

## Количество сезонов по дивизионам
| Дивизион | Количество сезонов | Дебют   | Последний сезон |
| -------- | ------------------ | ------- | --------------- |
| A        | 17                 | 2001/02 | 2018/19         |
| B        | 10                 | 1994/95 | 2020/21         |
| C        | 5                  | 1986/87 | 1993/94         |
| D        | 18                 | 1975/76 | 2023/24         |

## Достижения
- Серия B
  - Победитель: 2007/08
- Серия C
  - Победитель: 1993/94